# Alte Kirche (Dresden-Leuben)
Die alte Kirche ist der erste bildlich überlieferte Kirchenbau des Dresdner Stadtteils Leuben. Im Jahr 1901 wurde die Kirche nach dem Bau der Leubener Himmelfahrtskirche bis auf den Turm abgetragen. Der Turm ist als Kulturdenkmal geschützt.

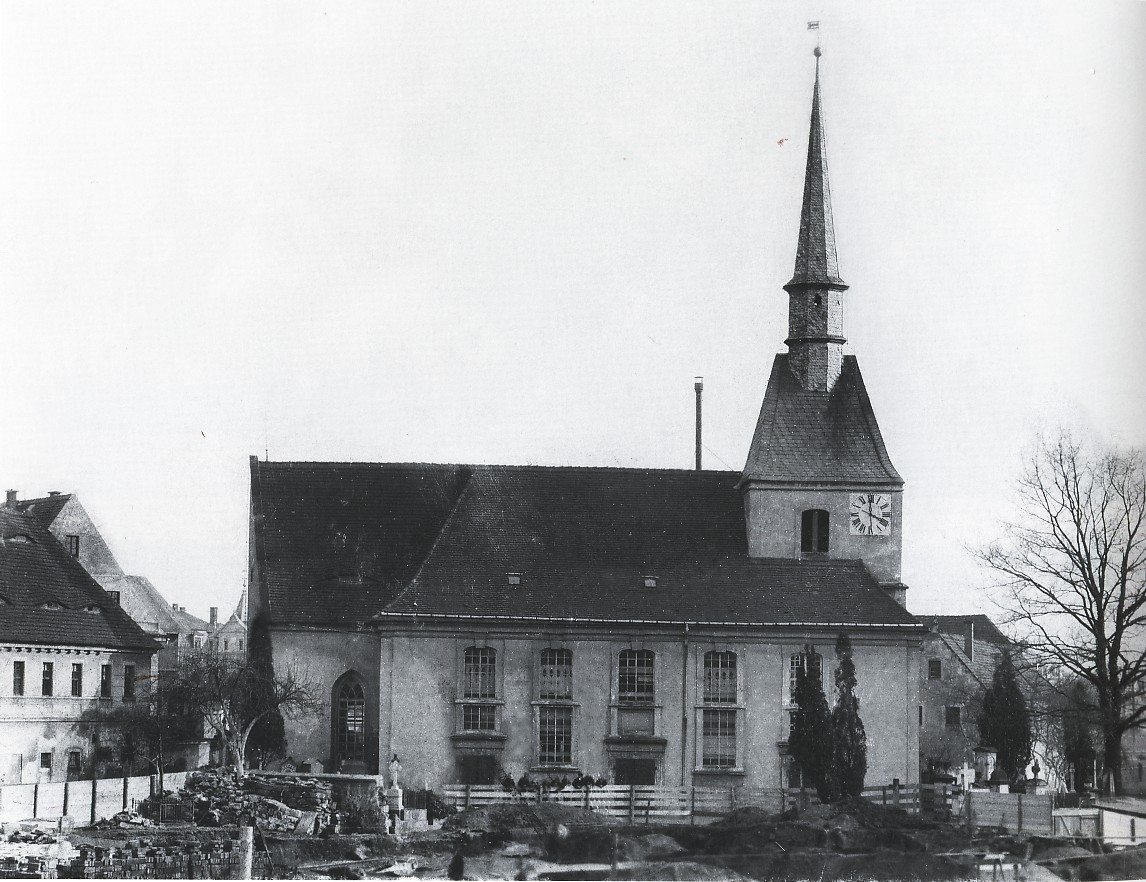
Die alte Pfarrkirche um 1899

## Geschichte

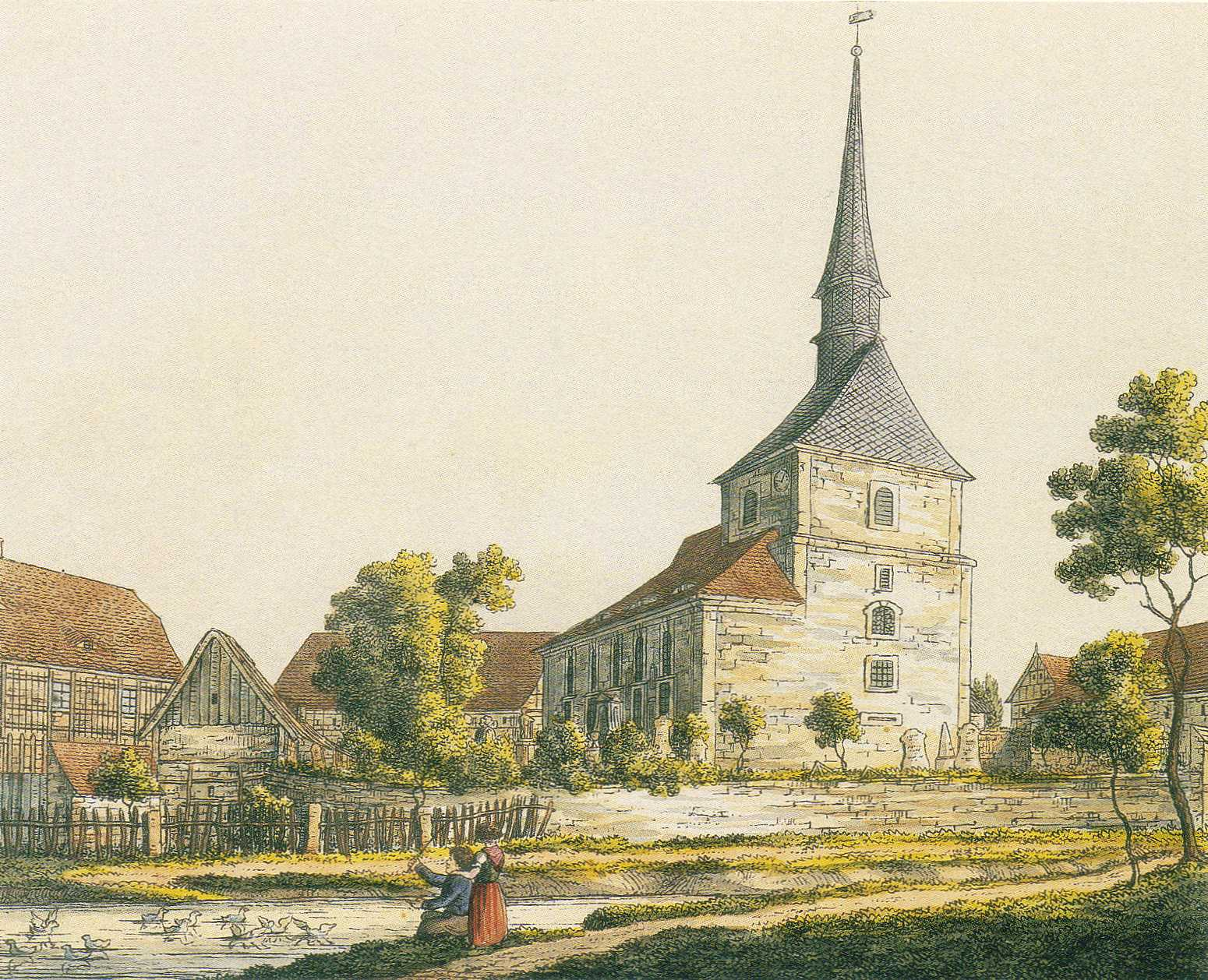
Die Pfarrkirche Leuben auf einem Stich aus dem Jahr 1820

Eine Pfarrei in Leuben wurde erstmals 1362 erwähnt. Zu dieser Zeit gehörten bereits Dobritz und Niedersedlitz zum Kirchspiel. Die bildlich bekannte alte Pfarrkirche entstand 1512 beziehungsweise wurde ein Vorgängerbau zu dieser Zeit grundlegend umgebaut. Sie war im Mittelalter die einzige Kirche zwischen Dresden und Dohna. Die Kirche war auf dem höchsten Punkt des Dorfes errichtet worden. Sie umgab von Beginn an ein Friedhof; vor der Kirche lag der Dorfteich. Es schlossen sich das Pfarrhaus und die Gehöfte der Bauern an. Drei Mal im Jahr wurden bis Ende des 19. Jahrhunderts um die Kirche Viehmärkte abgehalten.

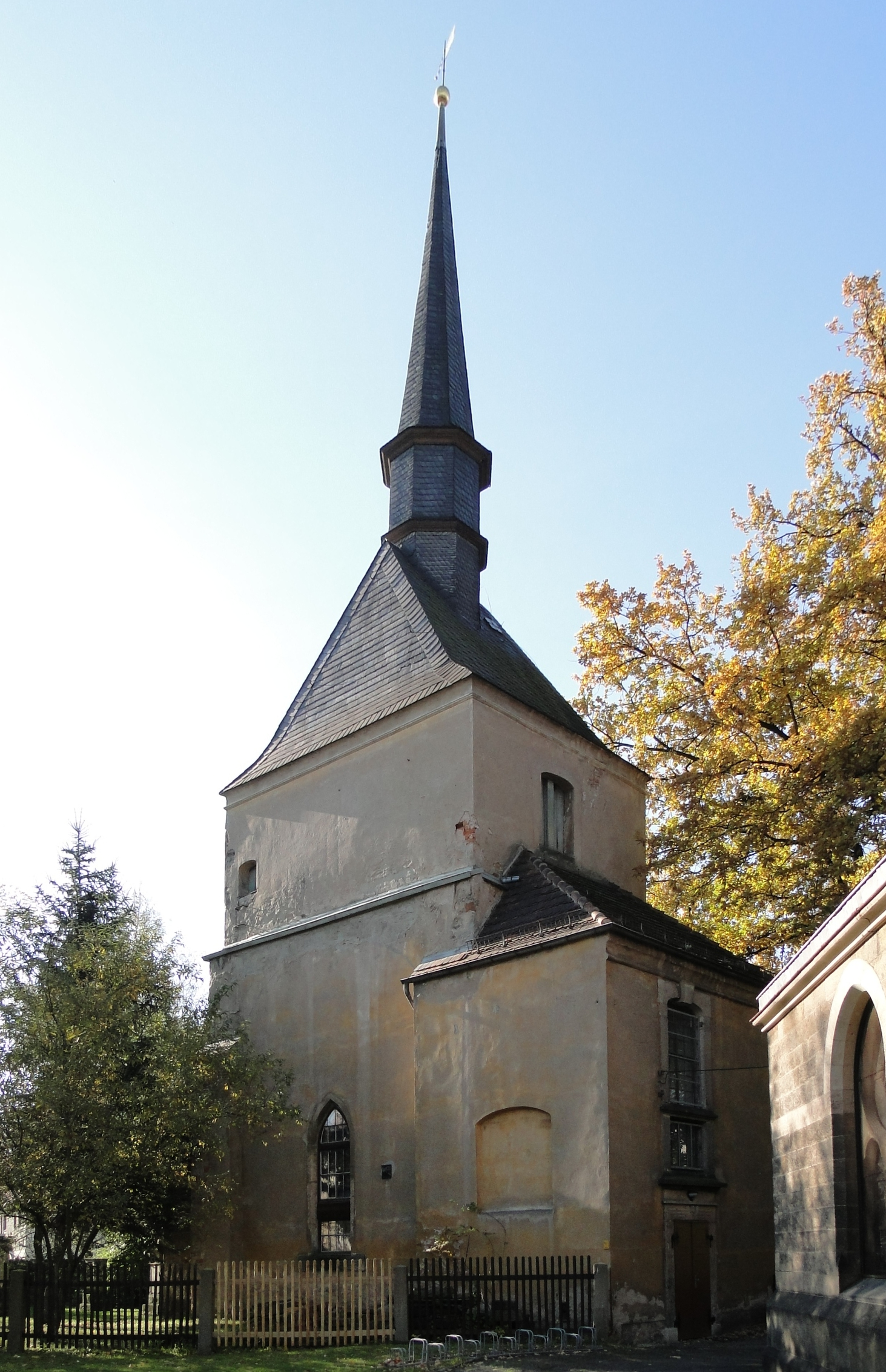
Erhaltener Turm der alten Pfarrkirche 2010

Die Kirche wurde 1610 im Inneren grundlegend erneuert. Sie erhielt eine Empore, eine neue Kanzel und einen neuen Taufstein. Im Jahr 1620 modernisierte man die alte Orgel. Nach langwierigen Verhandlungen wurden 1674 die Dörfer Laubegast, Tolkewitz und Seidnitz aus der Frauenkirchgemeinde nach Leuben umgepfarrt. Aufgrund der gewachsenen Gemeindemitgliederzahl musste die Kirche im selben Jahr umgebaut werden. Der Innenraum wurde erweitert und erhielt in dem Zusammenhang größere Fenster. Der Friedhof um die Kirche wurde durch einen an der Pirnaischen Landstraße neu angelegten Gottesacker entlastet. Weitere Ausbesserungsarbeiten der Kirche sind für die Jahre 1704 und 1728 überliefert.
Im Zuge der Industrialisierung wuchs Leuben bis um 1900 beständig an. Auch die Zahl der Gemeindeglieder stieg sprunghaft, sodass sich die alte Pfarrkirche bald als zu klein erwies. Die Gemeinde entschied sich daher 1897 für einen Kirchneubau, der 1899 durch Karl Emil Scherz direkt neben der alten Pfarrkirche umgesetzt und am 16. Mai 1901 als Himmelfahrtskirche geweiht wurde. Der Dorfteich an der alten Kirche wurde in dem Zuge zugeschüttet.
Bereits am 12. Mai 1901 hatte in der alten Dorfkirche der letzte Gottesdienst stattgefunden. Die Glocken aus dem Jahr 1879 wurden nun zusammen mit der Schröder-Orgel der Kirche im böhmischen Karbitz gespendet. Es war geplant, die gesamte Kirche abzureißen, doch setzten die Einwohner Leubens, aber auch Heimatschützer wie Cornelius Gurlitt durch, dass wenigstens der alte Kirchturm erhalten blieb. Im Turm wurde ein Heimatmuseum eingerichtet, das nach der Eingemeindung Leubens zu Dresden 1921 als kleinstes Museum der Stadt galt und ab 1921 Teil des Stadtmuseums war. Bereits 1932 war die Sammlung, die unter anderem die alte Kanzel der Kirche, aber auch Spinnräder, Bibeln, Utensilien des Leubener Nachtwächters und Kinderwiegen umfasste, verschollen.
Heute wird der Turm von der Neuen Gemeinde in Leuben genutzt. Anlässlich des Tags des offenen Denkmals 2010 war im Erdgeschoss des Turms eine Ausstellung zur Geschichte der Kirche zu sehen.

## Baubeschreibung
Die alte Pfarrkirche war eine Saalkirche ursprünglich gotischen Stils, wurde jedoch durch zahlreiche Umbauten stilistisch verändert. Sie war im Inneren gewölbt, wobei die Wölbung mit Stuck verziert war. Sie hatte zum Teil zweigeschossige Emporen und Stichbogenfenster, die vermutlich bereits 1610 neues Maßwerk erhielten und in späterer Zeit barock umrahmt wurden. Die Fenster wurden teilweise von den Emporen überdeckt.
Die Kirche konnte über zwei Türen an der Nordseite betreten werden. Gurlitt bezeichnete die Anlage beider Türen als „eigenartig“, war doch „das breite Thürgewände […] sowohl äusserlich, als auch in der Leibung nach Art des gothischen Maasswerkes belebt.“ Der Schlussstein einer Tür trug die Jahreszahl 1704. Die andere war in den Turm eingemauert.
Der quadratische, zweigeschossige Turm war „in die Saalkirche eingestellt“. Er schließt mit einem steilen Walmdach und einem hohen, achtseitigen Dachreiter ab. Die Wetterfahne ist bezeichnet mit „1875 | J H G V O H. | repari: 1776. | vern. 1846. | 1674.“ Die Inschrift nimmt Bezug auf Johann Georg von Osterhausen auf Lockwitz. Es wird vermutet, dass der Turm zeitgleich mit dem Kirchenbau errichtet wurde.

## Ausstattung

### Altar
Der Altar befand sich vor der Orgelempore. Über einer einfachen Mensa erhoben sich drei Spitzbogen mit leeren Feldern, wobei der erhöhte mittlere Bogen mit einem Kreuz abschloss. Vor dem mittleren Feld war ein Kruzifix aufgestellt.

### Kanzel

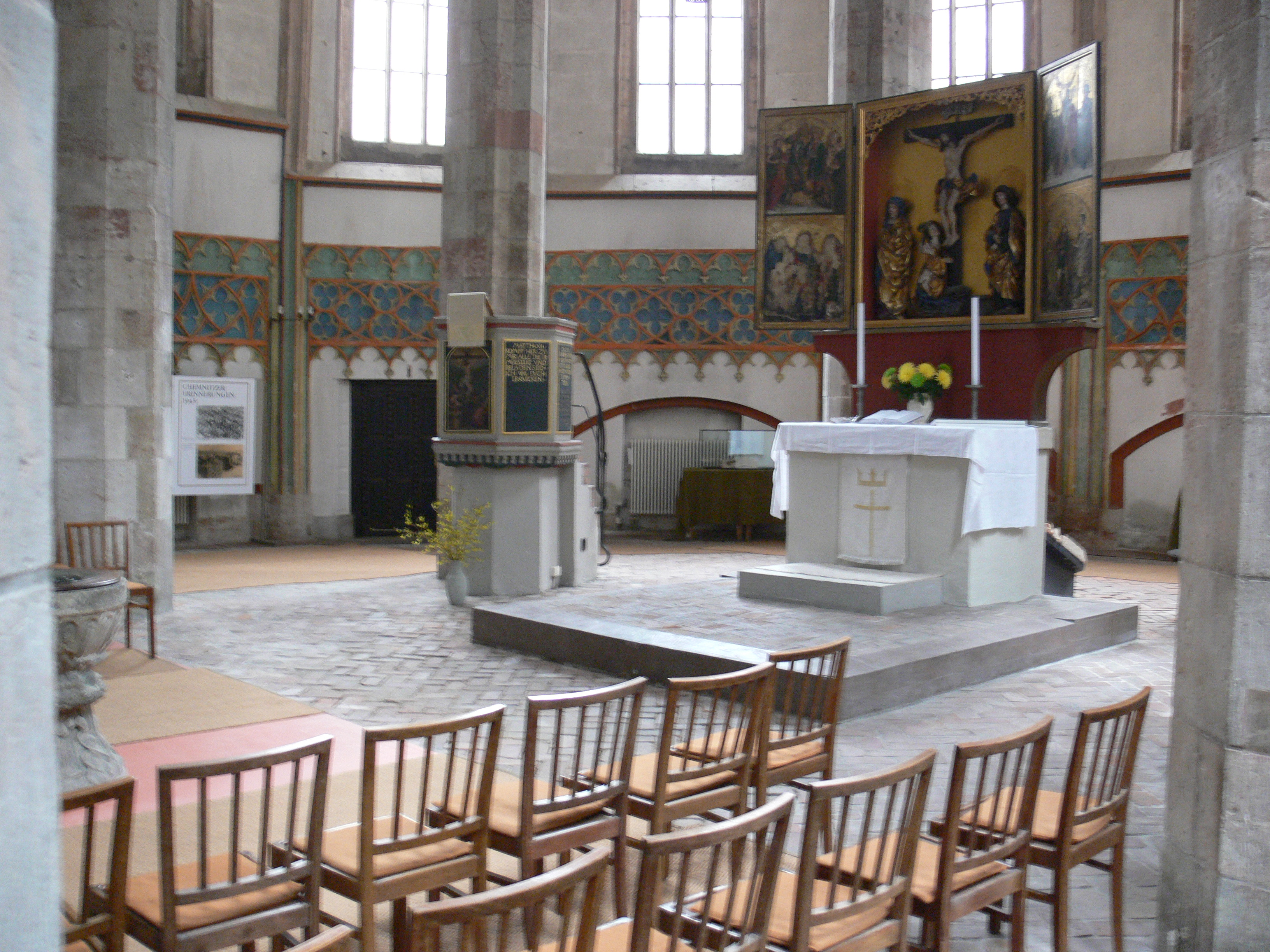
Kanzelkorb der Alten Kirche im Chor der Chemnitzer Stadtkirche St. Jakobi

Die Kanzel stammte aus dem Jahr 1610. Im Jahr 1612 wurde die Sandsteinkanzel vom Dresdner Maler Andreas Göding ausgemalt. Sie bildete über einem würfelförmigen Fuß fünf Seiten eines Achtecks. Das vordere Füllungsfeld der Kanzel zeigte in Öl gemalt Christus am Kreuz. Am Fuß des Kreuzes waren zwei Engel mit aufgeschlagenen Büchern zu sehen und dahinter drei Männer, die anscheinend den Gekreuzigten verspotteten. Die restlichen vier Kanzelfelder trugen Bibelsprüche.
Der Schalldeckel der Kanzel war aus Holz gefertigt und 1856 neu bemalt worden. Auf einer quadratischen Erhöhung in der Mitte des Deckels war der predigende Johannes der Täufer angebracht.
Gurlitt schätzte die Kanzel als „sehr ärmlich wohl erst aus der zweiten Hälfte des 17. Jahrh.“ ein. Kanzel und Schalldeckel wurden nach Abriss der Kirche 1905 im erhaltenen Turm aufbewahrt und waren Teil des im Turm eingerichteten Museums. Seit 1949 befindet sich der Kanzelkorb in der Chemnitzer Stadtkirche St. Jakobi. Der Schalldeckel gilt seit den 1930er-Jahren als verschollen.

### Taufstein

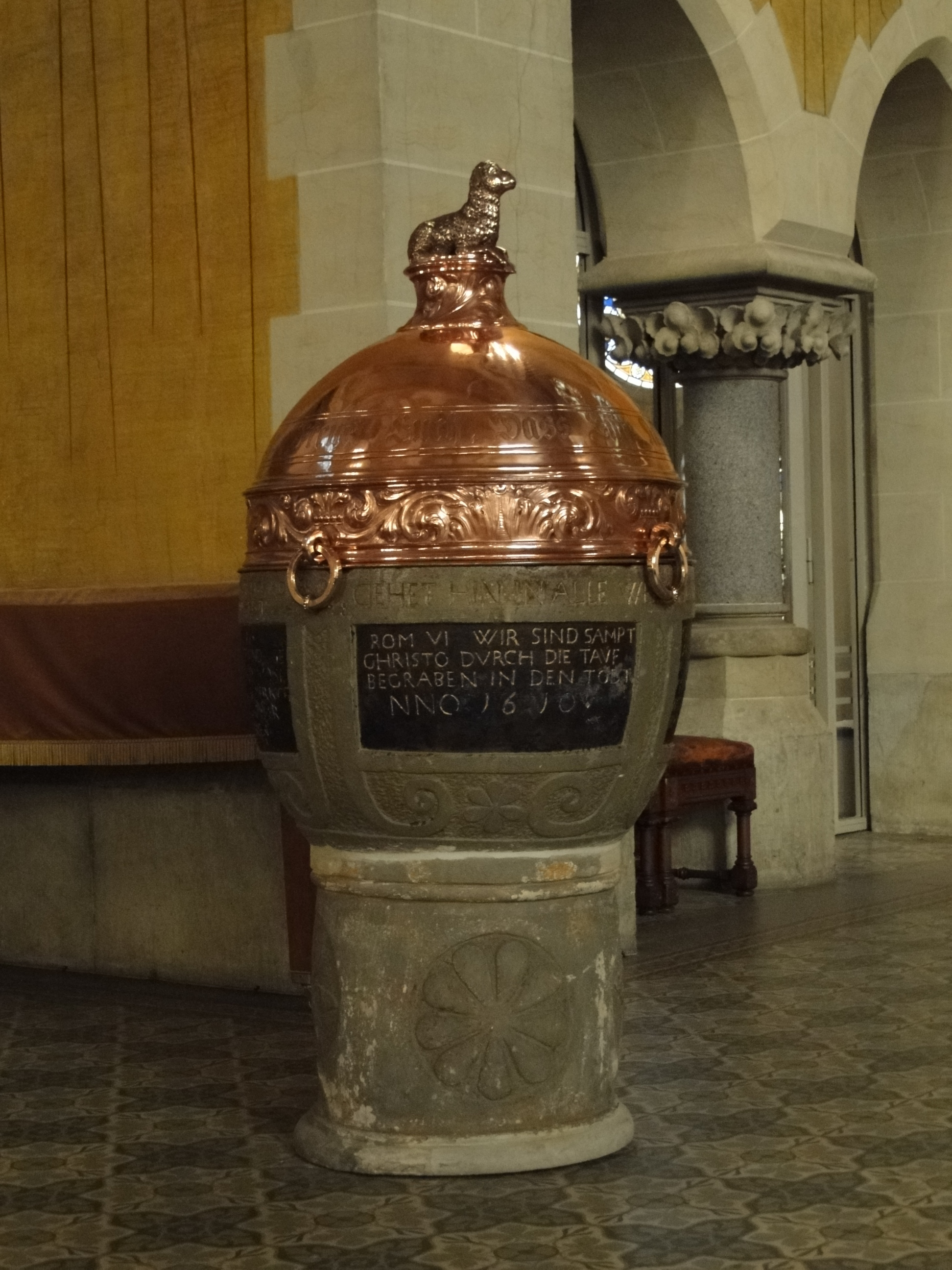
Taufstein der alten Pfarrkirche

Der Taufstein aus dem Jahr 1610 ist einen Meter hoch und hat einen Durchmesser von 80 Zentimetern. Er wurde aus Sandstein gefertigt und hat die Form eines Römerglases.
Der Fuß ist zylindrisch-breit und hat vier kreisförmige Felder, von denen drei mit Blumen gefüllt sind. Die Kuppa des Taufsteins ist nur wenig ausladend und in vier Felder geteilt. Am oberen Rand trägt sie die Inschrift „gehet hin in alle Welt und leret alle Völcker und teuffet sie im Namen des Vaters und des Sons und des heiligen Geists. matt. 28“.
Die Felder der Taufe tragen folgende Inschriften:
- Feld 1: rom VI. wird sind sampt | Christo durch Tauf | begraben in den Todt. | .ano 1610.
- Feld 2: gal. 3 wie viel euer ge | tauft, die haben Christum | angezogen. | tit: 3. durch das Bad der Widergeburt und erneu | erung des heiligen Geists.
- Feld 3: marc. X. lasset die Kind | lein zu mir komen und | weret inen nicht denn | solcher ist das reich Gottes.
- Feld 4: marc. 16 wer da gleubet und ge | tauft wird der wird se | lig werden aber wer nicht | gleubet der wird ver | dammet werden.

Die Taufe schließt ein Deckel ab, der von einem Lamm bekrönt wird. Die Taufe wurde nach dem Abriss der alten Kirche in der neuen Himmelfahrtskirche aufgestellt.

### Orgel und Glocken
Bereits 1620 wurde die alte Orgel erneuert und schließlich 1852 durch eine Orgel von Orgelbauer Schröder aus Pirna ersetzt. Sie war „für ihren schönen Klang berühmt“, sodass sogar Hoforganist Schneider 1857 ein Konzert auf ihr gab.
Die alte Pfarrkirche erhielt 1879 neue Glocken. Sie wurden 1901 abgebaut und mit der Orgel der Kirche in Karbitz gespendet.

### Kirchenschmuck

#### Glasfenster

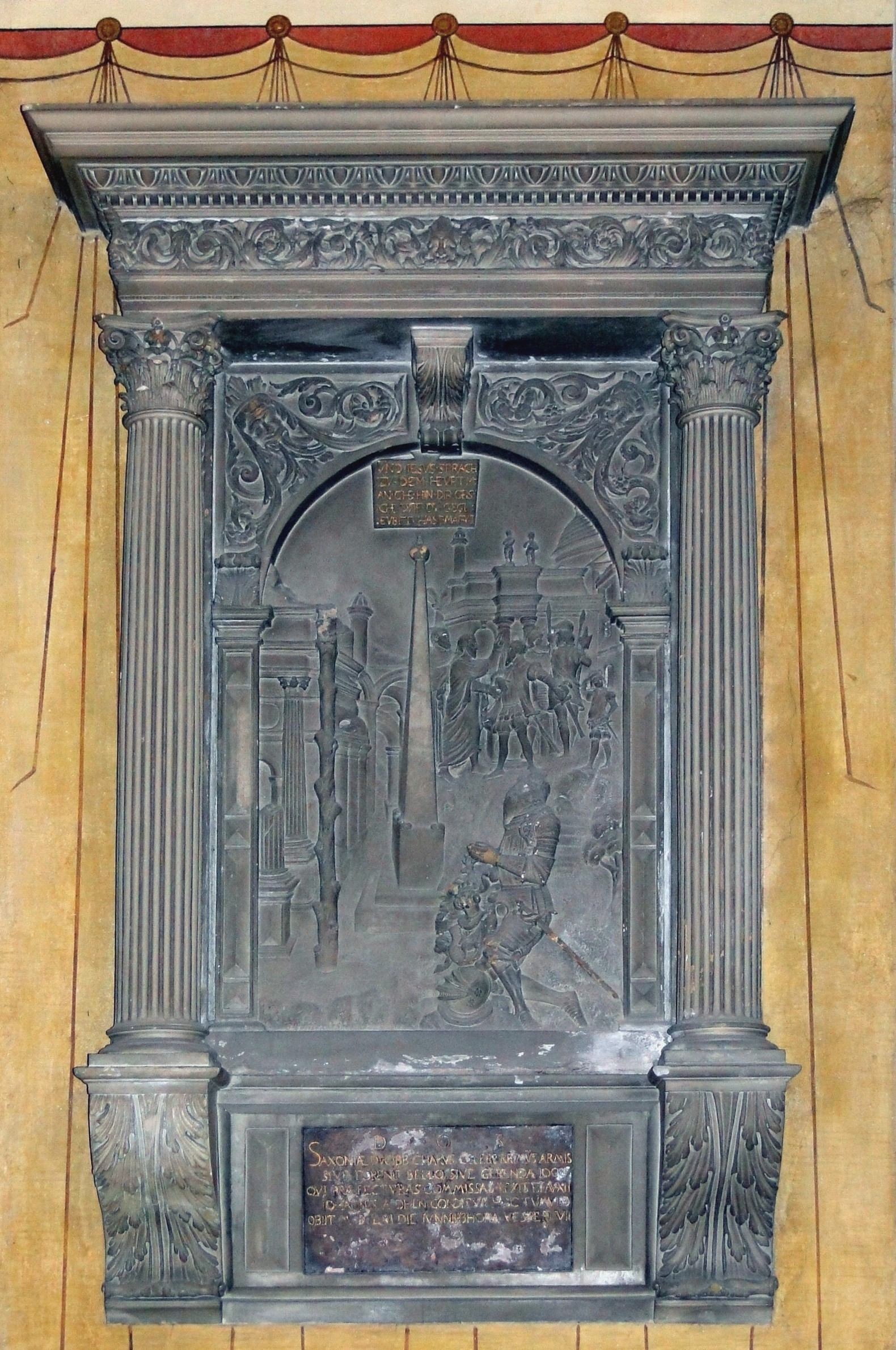
Epitaph Dehn-Rothfelser

In die Himmelfahrtskirche wurden drei Glasgemälde der alten Pfarrkirche übernommen.
Eine Scheibe stammt aus der Zeit um 1512 und zeigt die heilige Anna als Anna selbdritt mit dem Christuskind auf dem rechten Arm. Zu ihren Füßen kniet die jugendlich dargestellte Maria. Die Scheibe wurde in das zweite untere Fenster der Nordseite eingesetzt.
Ebenfalls aus dem Jahr 1512 stammt eine Scheibe mit dem Alnpeck’schen Wappen auf rotem Grund. Sie wurde in das nordwestliche Fenster des Langhauses der Himmelfahrtskirche eingesetzt.
Ein drittes Glasfenster zeigt die Anbetung der Könige und stammt vermutlich aus der Zeit um 1825. Gurlitt nannte die Scheibe „ein merkwürdiges Zeugniss der ersten Versuche im 19. Jahrhundert, die alte Technik wieder aufzunehmen.“

#### Denkmäler
Die alte Pfarrkirche hatte aus der alten Frauenkirche das Epitaph für Hans von Dehn-Rothfelser aus dem Jahr 1561 übernommen. Es lagerte zunächst auf dem Leubener Kirchhof, wurde dort 1876 gefunden und im Folgejahr restauriert. Zunächst in der Leubener Pfarrkirche aufgestellt, brachte man es 1901 am Altarplatz in der Himmelfahrtskirche an.
In der Kirche befand sich zudem der Rest eines Epitaphs aus dem Jahr 1735 und das Gedächtnisbild des 1727 verstorbenen Pfarrers Christoph Schlintzky, das in der Sakristei aufgehängt war.

## Kirchhof

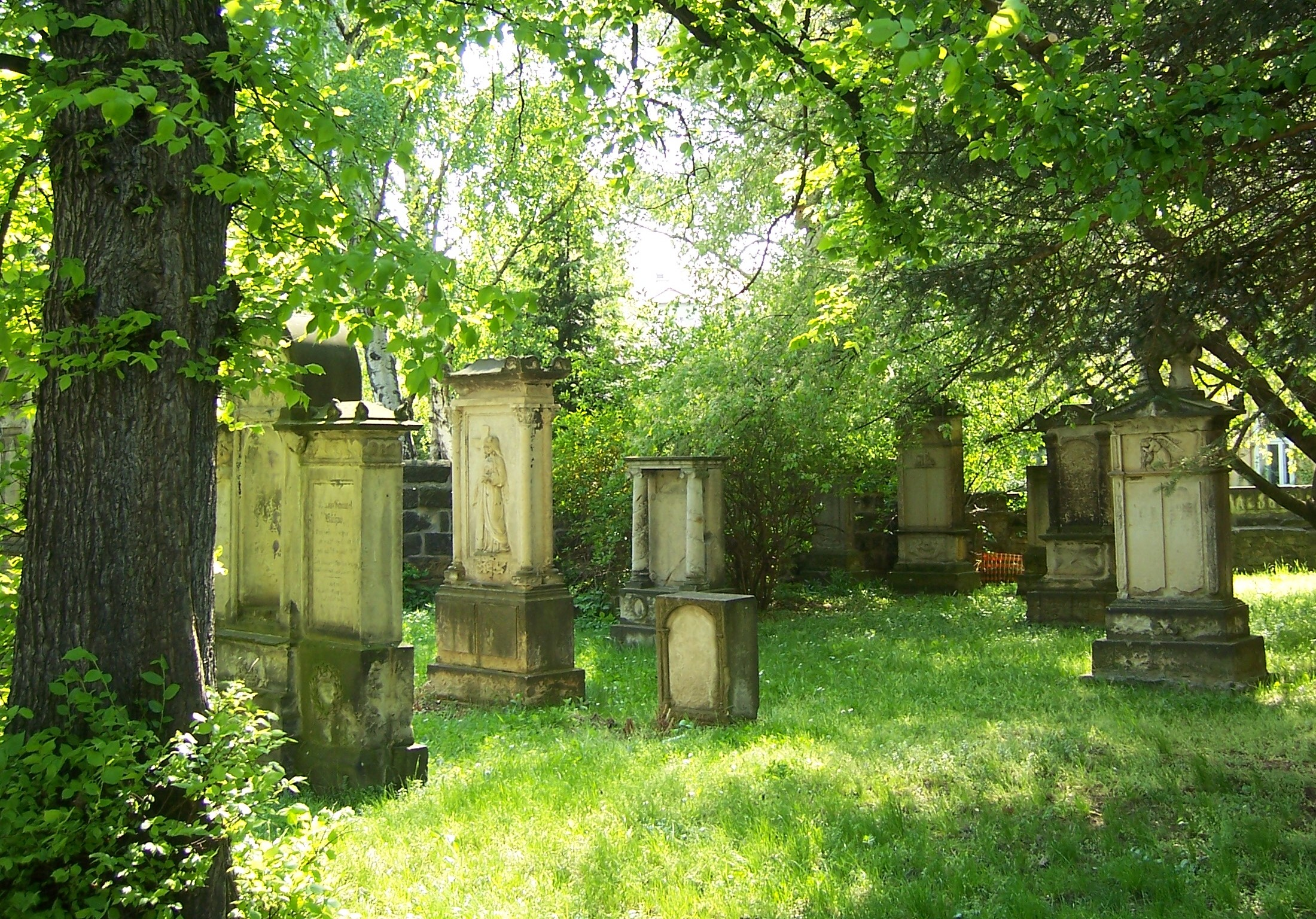
Der Kirchhof Leuben

Der Kirchhof bestand vermutlich seit dem 14. Jahrhundert und damit seit Bestehen der Kirche. Mit 520 Quadratmetern zählt er zu den kleinsten Friedhöfen der Stadt Dresden. Nach Einpfarrung dreier Dörfer nach Leuben war der Kirchhof zu klein geworden und wurde 1675 durch den unweit gelegenen, neu angelegten Leubener Friedhof entlastet. Auf dem Kirchhof fanden bis 1900 Beerdigungen statt, danach wurde er stillgelegt.
Heute haben sich verschiedene Grabmäler aus Sandstein erhalten, die jedoch teilweise verfallen oder unvollständig erhalten sind. Die Grabmäler stammen überwiegend aus dem späten 18. bzw. frühen 19. Jahrhundert.